# Santa Bibiana

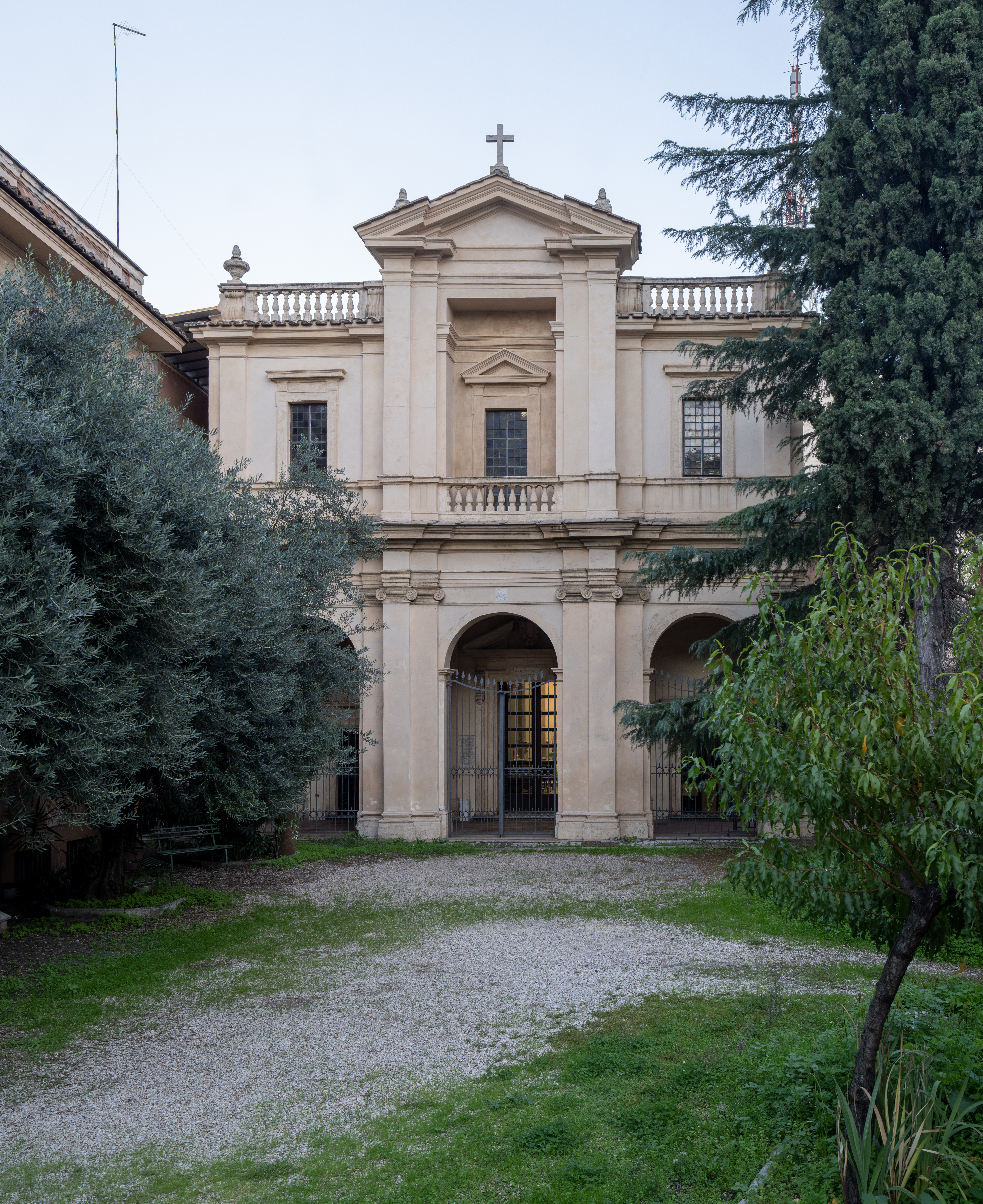
Fassade von Gian Lorenzo Bernini (1626).

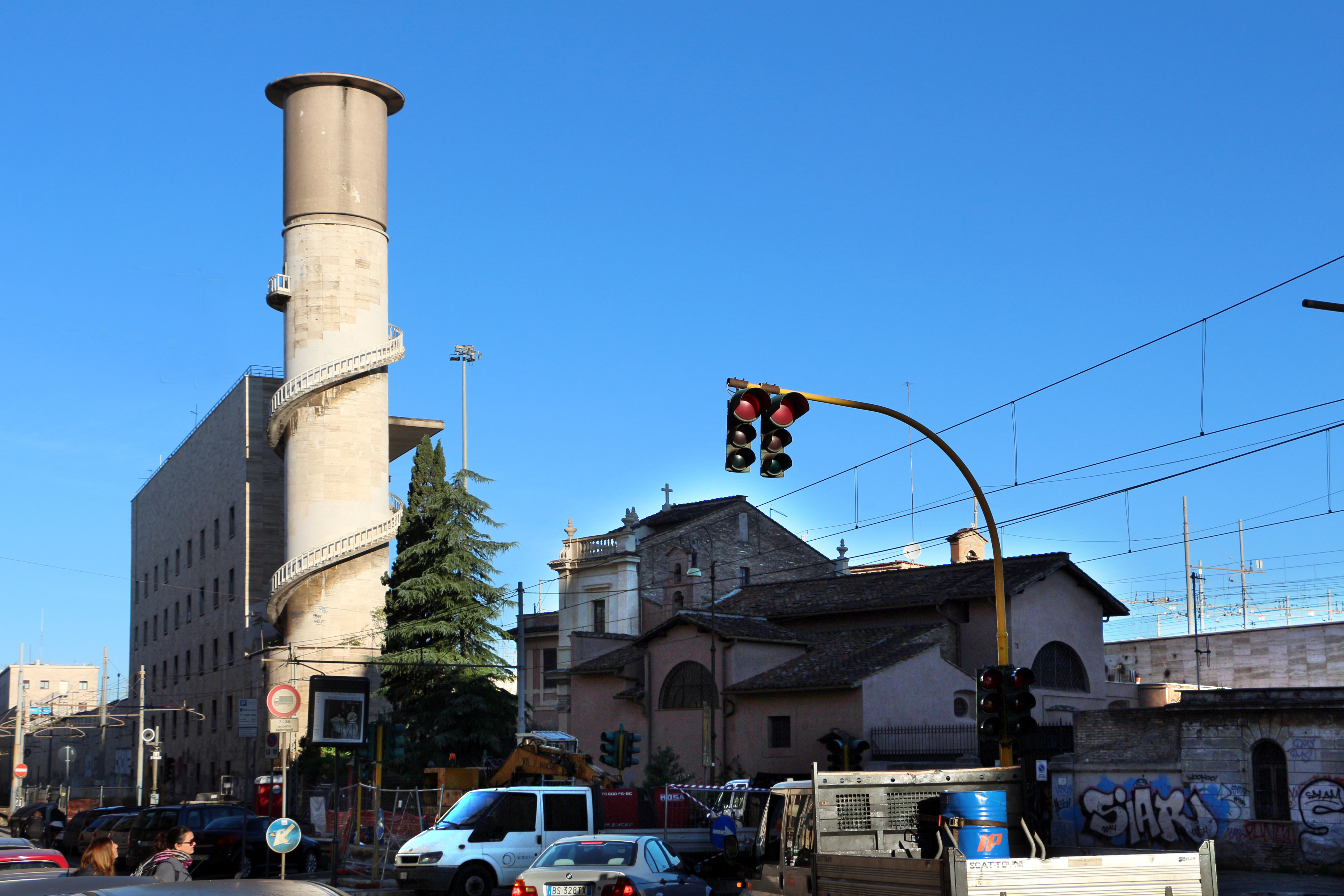
Die kleine Basilika ist heute eingezwängt zwischen Bahnhofsgebäuden, Schienenstrang und einer verkehrsreichen Straße.

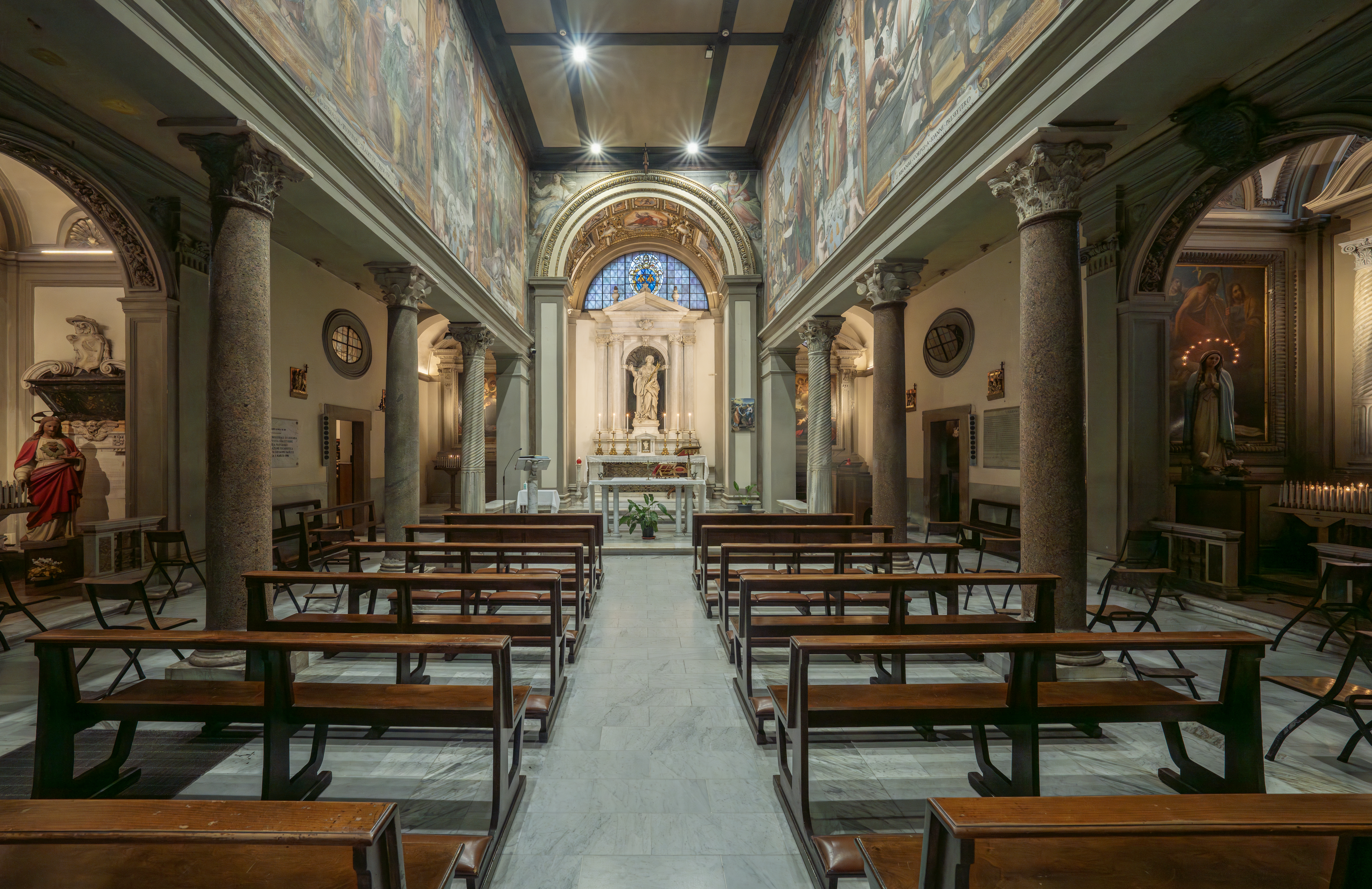
Innenraum nach der Umgestaltung durch Gian Lorenzo Bernini.

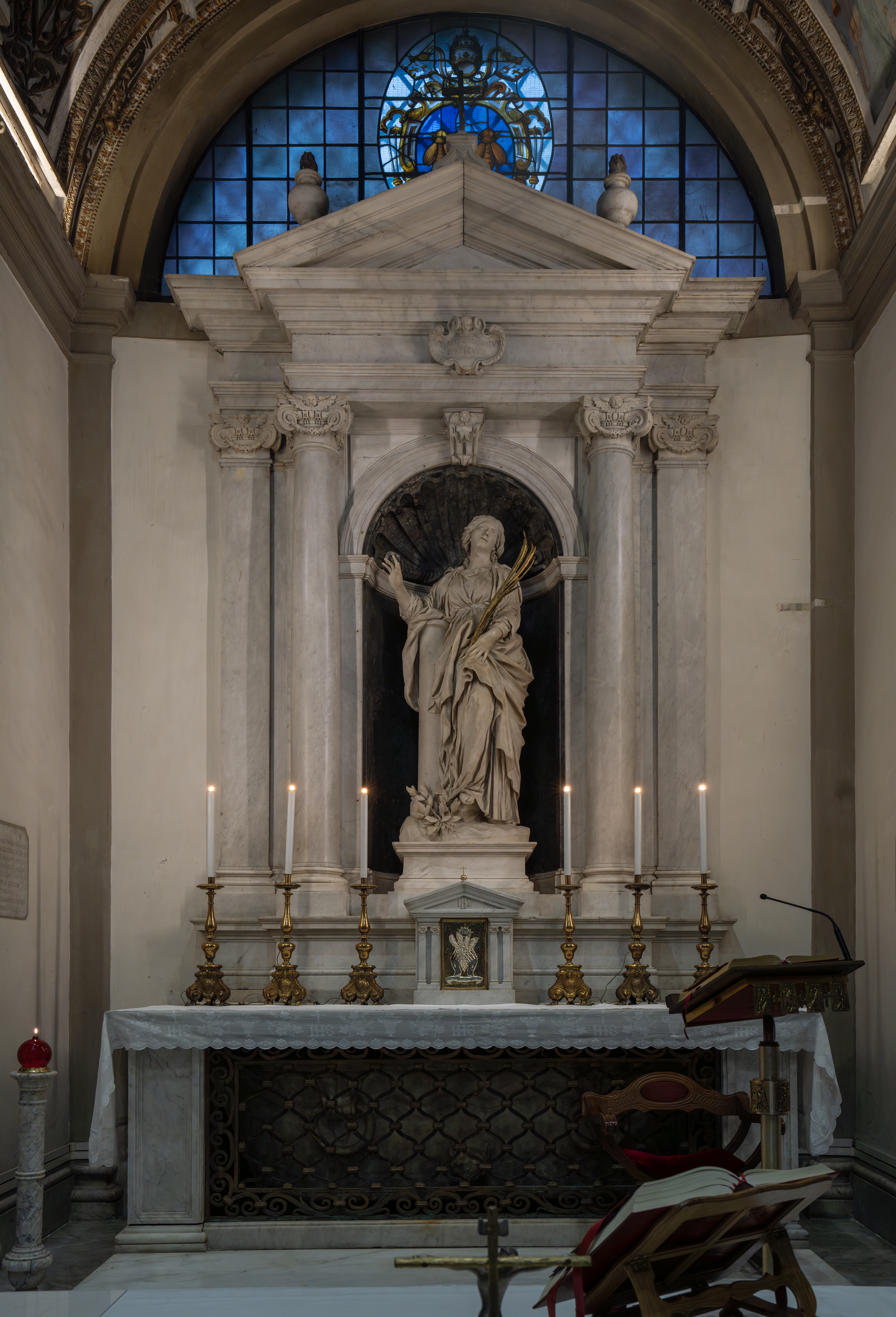
Bernini: Skulptur der Titelheiligen mit Martersäule und Palme in einer Nische des Hochaltars.

Santa Bibiana ist eine Kirche in Rom. Sie gilt in mehrfacher Hinsicht als bemerkenswert: Die Fassade war der erste größere Architekturauftrag für Gian Lorenzo Bernini; von ihm stammt auch der Hochaltar mit der Skulptur der Titelheiligen; und hier hat Pietro da Cortona den frühesten Freskenzyklus in seinem neuen Stil ausgeführt.

## Lage
Die Kirche liegt im XV. römischen Rione Esquilino, etwa 650 Meter nordwestlich der Porta Maggiore. Diese in der Spätantike bevorzugte Lage an der Via Tiburtina hat sich gewandelt; die Kirche ist heute eingezwängt zwischen dem Schienenstrang vor der Einmündung in den Bahnhof Roma Termini und einer verkehrsreichen Straße.

## Geschichte und Baugeschichte
Nach den schriftlichen Quellen und den Ergebnissen der archäologischen Grabungen entstanden an dieser Stelle nacheinander mehrere Sakralbauten:
Im Jahr 363 wurde eine kleine Kultstätte zu Ehren der jugendlichen Märtyrerin Bibiana errichtet, die nach der Überlieferung hier im 4. Jahrhundert zu Tode gegeißelt worden sein soll.
Papst Simplicius ließ 468 eine frühchristliche Kirche bauen, worüber im Liber pontificalis (I, 249) berichtet wird: „Er weihte die Basilika innerhalb der Stadt Rom nahe beim Palatium Licinianum für die selige Märtyrerin Bibiana, wo ihr Leib ruht.“ Denn an diesem Ort hatten sich in der Antike die Horti Liciniani und der Palast des Kaisers Licinius Gallienus (253–268) befunden.
Unter Papst Honorius III. entstand um 1220 der Neubau einer flachgedeckten dreischiffigen Basilika. Sie hatte eine nach Südosten gerichtete halbrunde Apsis und zwei flachgeschlossene Nebenapsiden, außerdem eine Vorhalle und einen Campanile. Das kurze Mittelschiff wurde durch beiderseits vier Spoliensäulen in Architravkonstruktion von den Seitenschiffen getrennt; das Presbyterium war durch Marmorschranken abgetrennt. Die Apsis hatte ursprünglich ein Mosaik, dessen Reste heute im Museum Centrale Montemartini aufbewahrt werden.
Die Basilika verfiel in den folgenden Jahrhunderten, bis das Kapitel von Santa Maria Maggiore 1624 eine Renovierung begann, in der Rückbesinnung auf frühchristliche Traditionen im Zuge der Gegenreformation. Im August 1624 wurden hierbei Gebeine gefunden, die als Reliquien der hl. Bibiana gelten. Das war für Papst Urban VIII. (1623–1644) der Anlass, den damals erst 26 Jahre alten Gian Lorenzo Bernini mit einer durchgreifenden Restaurierung zu beauftragen; dabei sollte aber die alte Form (forma vecchia) beibehalten werden. Der Architekt wandelte die halbrunde Apsis in eine querrechteckige Hauptapsis um und schloss die Seitenschiffe mit rechteckigen Chorkapellen ab. An der Westseite errichtete er eine neue Fassade im Stil der Zeit. Den Auftrag für die Ausmalung erhielten der  28 Jahre alte Pietro da Cortona und Agostino Ciampelli. Die gesamten Restaurierungsarbeiten waren 1626 abgeschlossen.

## Äußeres
Die Kirche ist berühmt wegen ihrer außergewöhnlichen Fassade. Bernini errichtete eine zweistöckige und dreiachsige Portikusfassade, wobei er die Breite des Untergeschosses im oberen Stockwerk beibehielt. Carlo Maderno hatte diesen Fassadentypus zuvor beim Bau der Fassade des Petersdoms angewandt. Auffallend ist die starke Betonung des Mittelrisalites. Das Untergeschoss ist durch drei Arkaden gegliedert; den Pfeilern sind Pilaster ionischer Ordnung vorgestellt. Im Obergeschoss wird die Gliederung beibehalten, allerdings jetzt nicht mehr in Arkadenform. Die seitlichen Wandflächen werden mit einfachen Fenstern durchbrochen, während im Mittelteil der Fassade eine Ädikula oberhalb des Fensters angebracht und eine kleine Balustrade vorgeblendet wurde. Die Kapitelle folgen einer Abwandlung der toskanischen Ordnung; der Mittelrisalit wird von einem durchbrochenen Dreiecksgiebel gekrönt. Diese besondere Betonung des mittleren Fensters als Bühne erklärt sich aus dem religiös-kultischen Brauch, dass von dort aus einmal jährlich am Festtag der Kirchenpatronin, am 2. Dezember, dem Volk die Kopfreliquie gezeigt wurde. Balustraden und Flammenvasen schmücken den oberen Abschluss der Fassade.

## Inneres
Durch die basilikale Grundstruktur der kleinen Kirche verfügt sie über drei Schiffe, sie ist flach gedeckt. Die acht Säulen, paarweise zusammengestellt, sind antik. Links des Eingangs befindet sich eine weitere kleine antike Säule; es soll sich dabei um die Säule handeln, an der die Heilige gegeißelt wurde.
Der fensterlose Obergaden enthält auf der linken Seite den ersten Freskenzyklus von Pietro da Cortona; die rechte Seite wurde von Agostino Ciampelli gemalt. Beide Freskenzyklen zeigen Szenen aus dem Leben der hl. Bibiana. Da Cortona arbeitete hier erstmals in seinem neuen, antikisierenden Freskenstil, beeinflusst u. a. von Polidoro da Caravaggio: die Märtyrer werden als antike Heroen dargestellt. Dieses Fresko machte da Cortona schlagartig berühmt und sein neuer Stil wurde richtungsweisend in der römischen Kunst.
Der Hochaltar ist ebenfalls ein Werk Berninis; er stellte seine Skulptur der Kirchenpatronin in eine zentrale Nische des Altars und schuf damit einen neuen Altartypus. Die Heilige ist mit der Martersäule und der Palme als Siegeszeichen abgebildet, wie sie zum Himmel aufblickt. Die Strenge der Altararchitektur steht im Spannungsverhältnis zu der bewegt dargestellten Heiligen. Bernini berechnete die Dramaturgie, insbesondere die Lichtführung genau: ein eigens dafür geöffneter Schacht lässt Licht auf die Skulptur fallen und die Heilige noch stärker hervortreten. Eine im Hochaltar eingearbeitete Alabasterurne enthält die Reliquien der Kirchenpatronin.